# Bemposta (Abrantes)
Bemposta é uma povoação portuguesa sede da Freguesia de Bemposta do Município de Abrantes, freguesia com 187,45 km² de área e 1459 habitantes (censo de 2021), tendo, por isso, uma densidade populacional de 7,8 hab./km².

## Demografia
A população registada nos censos foi:
| Distribuição da População por Grupos Etários | Distribuição da População por Grupos Etários | Distribuição da População por Grupos Etários | Distribuição da População por Grupos Etários | Distribuição da População por Grupos Etários |
| -------------------------------------------- | -------------------------------------------- | -------------------------------------------- | -------------------------------------------- | -------------------------------------------- |
| Ano                                          | 0-14 Anos                                    | 15-24 Anos                                   | 25-64 Anos                                   | > 65 Anos                                    |
| 2001                                         | 258                                          | 301                                          | 1132                                         | 561                                          |
| 2011                                         | 151                                          | 137                                          | 934                                          | 573                                          |
| 2021                                         | 104                                          | 113                                          | 675                                          | 567                                          |

## História
A freguesia da Bemposta ocupa o sudoeste do município e tem como vizinhos os Municípios de Ponte de Sor a sueste, Chamusca a sudoeste e Constância a noroeste e as localidades de São Miguel do Rio Torto a norte e São Facundo e Vale das Mós a nordeste.
No início de 2005, com a cooperação de todas as associações da freguesia, com o apoio da autarquia e freguesia locais, com a ajuda dos comerciantes locais e com a contribuição de várias pessoas, nasce o boletim informativo para a freguesia de Bemposta.

### Tradições
As tradições religiosas e festivais mantêm-se ainda bem vivas nesta Freguesia do Concelho de Abrantes, o que atesta a religiosidade e a paródia destas gentes.
Assim, realiza-se a Festa da Ascensão e, em cada uma das aldeias que compõem Bemposta, têm lugar festas populares muito alegres:
- Brunheirinho: primeiro fim de semana de Agosto;
- Vale de Horta: segundo fim de semana de Agosto;
- Foz: a meio do mês de Agosto (por volta do dia 15);
- Chaminé: final do mês de Maio;
- Vale de Açor: mês de Setembro;
- Água Travessa: 2/3 festas nos meses de Verão;
- Bemposta: primeiro Sábado de Setembro – Festival de Folclore.
- Festa da Ascensão em Bemposta

De todas as Festas realizadas na Freguesia, a de maior importância é aquela que se realiza na sede e tem por designação «Festa da Ascensão». Esta Festa, celebrada em honra de Nossa Senhora do Rosário, teve origem há mais de dois séculos. Nessa época, juntamente com a festa religiosa (missa e procissão), realizava-se uma feira de gado (bovino e ovino) e de quinquilharias, denominada de Feira da Ascensão ou Feira da Espiga, que atraía à Freguesia gente de toda a região.
Atualmente a feira já não se realiza, mas a tradição religiosa mantém-se com a realização da Eucaristia e com a saída da procissão.
Para animar os participantes, acontece um alegre arraial, tendo esta festa a duração de quatro dias, que vão de Quinta a Domingo. Realiza-se sempre no mês de Maio, mais propriamente no "Dia da espiga", Quinta-feira da Ascensão.
Apesar de ser uma Freguesia de características predominantemente rurais, o turismo, bem como as actividades culturais e desportivas não foram esquecidas.

## Património
Famosa pelas suas belas paisagens, especialmente no que diz respeito às lagoas artificiais do Casalão, a Freguesia de Bemposta tem sido alvo de grandes transformações. Há cerca de três anos, foi criada uma infra-estrutura ligada ao turismo rural, a Herdade de Cadouços na povoação de Água Travessa, com excelentes condições. Foi um investimento muito grande e que contribuiu em grande escala para o desenvolvimento da Freguesia, visto que, todos os anos, tem atraído uma grande quantidade de pessoas a esta região. Nesta Herdade é possível fazer provas de orientação, passeios pedestres, bicicleta, circuitos de manutenção, actividades equestres, desportos náuticos e de aventura/radicais e ainda caçar. A caça é também uma das mais valias desta região, que possui alguns locais próprios para a realização desta actividade.
Esta Freguesia de Bemposta, acessível através da Estrada Nacional 2 e do IP6, é detentora de um rico património natural e arquitectónico, do qual se destaca:
- Igreja Matriz – o actual templo, dedicado a Santa Maria Madalena, foi erigido em 1967, no local onde havia existido uma igreja primitiva;
- Capela de Tamazim – Esta Capela, erguida sobre antigas ruínas, em 1641, em comemoração da vitória portuguesa sobre os castelhanos. Apesar das suas linhas arquitectónicas simples, é possuidora de uma rara beleza;
- Busto do Dr. Manuel Rodrigues – este busto é uma merecida homenagem das gentes de Bemposta a um filho ilustre desta terra;
- Fontanário – o fontanário foi construído em Bemposta em 1934;
- Lagoas Artificiais – os apreciadores de belas paisagens não poderão de deixar de visitar as Lagoas Artificiais do Casalão;
- Barragem das Tojeiras